# メタノテルムス属
メタノテルムス属（-ぞく、Methanothermus、メタノサーマス）はグラム陽性、偏性嫌気性、超好熱性のメタン生成古細菌の1属である。メタン菌の中でも好熱性はかなり高い部類に属し、1980年代初頭のごく短期間であるが、最も増殖温度が高い生物として知られていた。
1981年にアイスランドの熱水泉より発見、報告された。形態は3×0.3-4μm程の鞭毛を持たない桿菌で、運動性はない。細胞壁はシュードムレインであり、グラム染色では陽性に染まる。これらの特徴はMethanobacteriumと類似するが、メタノバクテリウム科のMethanothermobacterなどと比べても明らかに生育温度が高く、抗原抗体反応の傾向も異なることから、メタノバクテリウム目にメタノテルムス科が新設された。細胞表面の珍しい構造としては、シュードムレインの外側にさらにS層があること（ほかのメタノバクテリウム綱はS層を欠く）、中央付近で架橋されたH型カルドアーキオール（C80）をコア脂質に持つ点などがある。
熱水中の水素と二酸化炭素からメタンを合成する独立栄養生物であり、それ以外の基質、蟻酸やメタノールなどは利用しない。
至適増殖温度は80-90°C、生育温度は最高で97°Cにまで達し、メタン菌の仲間でもMethanopyrus kandleri（122°C）に次ぐ好熱性の高さである。発見当時はSulfolobus solfataricus（87°C）の記録を10℃更新し、同年Pyrodictium occultum（110°C）が報告されるまでの短期間であるが、最も高温で増殖できる生物であった。
生育温度が高すぎることや、有機物による増殖阻害があることなどから、メタン発酵を含め工業的な利用は殆どされていない。利用例は分子生物学的研究に限られ、特に古細菌型ヒストンやヌクレオソームについての研究論文でよく名前を見かける。
全ゲノムは、2010年にMethanothermus fervidusのものが解読されている。ゲノムサイズは1,243,342bpしかなく、自由生活性生物としては極端に小さい。

## 分類
- メタノテルムス・フェルウィドゥス Methanothermus fervidus
- メタノテルムス・ソキアビリス Methanothermus sociabilis